# Pseudarenipses insularum
Pseudarenipses insularum is een vlinder uit de familie van de snuitmotten (Pyralidae). De wetenschappelijke naam van de soort is voor het eerst geldig gepubliceerd in 1991 door Speidel & Schmitz.